# Bahnstrecke Guingamp–Paimpol
| Bei Lancerf |                                     |                                          |                                          |
| Streckennummer (SNCF): | 486000                              |                                          |                                          |
| Streckenlänge: | 36 km                               |                                          |                                          |
| Spurweite: | 1894–1952: 1000 mm ab 1924: 1435 mm |                                          |                                          |
| |                                     |                                          |                                          |
| \| \| \| Bahnstrecke Paris–Brest von Paris \| \| \| \| \| CDN von Saint-Nicolas-du-Pélem \| \| \| \| \| CDN von Plouha \| \| \| \| 504,5 \| Guingamp Normal- und Meterspur \| Guingamp Normal- und Meterspur \| \| \| \| \| \| \| \| 505,8 \| Trieux (Ärmelkanal) \| Trieux (Ärmelkanal) \| \| \| 506,0 \| Bahnstrecke Guingamp–Carhaix \| Bahnstrecke Guingamp–Carhaix \| \| \| \| nach Brest (Finistère) \| \| \| \| \| \| \| \| \| 507,2 \| Gourland zu Guingamp \| Gourland zu Guingamp \| \| \| 514,7 \| Trégonneau – Squiffiec \| Trégonneau – Squiffiec \| \| \| 520,0 \| Brélidy – Plouëc \| Brélidy – Plouëc \| \| \| \| CDN nach Tréguier \| \| \| \| 525,2 \| Pontrieux (Halte) Haltepunkt am Ortskern \| Pontrieux (Halte) Haltepunkt am Ortskern \| \| \| 525,7 \| Trieux \| Trieux \| \| \| 526,3 \| Pontrieux \| Pontrieux \| \| \| 530,0 \| Viadukt von Frynaudour (Leff) \| Viadukt von Frynaudour (Leff) \| \| \| 530,2 \| Frynaudour zu Plourivo \| Frynaudour zu Plourivo \| \| \| 533,6 \| Traou-Nez zu Plourivo \| Traou-Nez zu Plourivo \| \| \| 535,7 \| Lancerf zu Plourivo \| Lancerf zu Plourivo \| \| \| 538,8 \| Plounez zu Paimpol \| Plounez zu Paimpol \| \| \| \| CDN von Tréguier \| \| \| \| 541,5 \| Paimpol \| Paimpol \| \| \| \| CDN nach Plouha \| \| \| \| \| Hafen \| \| |                                     |                                          |                                          |
| Strecke |                                     | Bahnstrecke Paris–Brest von Paris        | Bahnstrecke Paris–Brest von Paris        |
| Strecke · Strecke von links (außer Betrieb) |                                     | CDN von Saint-Nicolas-du-Pélem           | CDN von Saint-Nicolas-du-Pélem           |
| Kreuzung geradeaus oben (Querstrecke außer Betrieb) · Abzweig geradeaus und von rechts (Strecke außer Betrieb) |                                     | CDN von Plouha                           | CDN von Plouha                           |
| Bahnhof · Bahnhof (Strecke außer Betrieb) | 504,5                               | Guingamp Normal- und Meterspur           | Guingamp Normal- und Meterspur           |
| Abzweig geradeaus und nach links · Abzweig ehemals geradeaus und von rechts |                                     |                                          |                                          |
| Brücke über Wasserlauf · Brücke über Wasserlauf | 505,8                               | Trieux (Ärmelkanal)                      | Trieux (Ärmelkanal)                      |
| Strecke · Abzweig geradeaus, nach links und ehemals von links | 506,0                               | Bahnstrecke Guingamp–Carhaix             | Bahnstrecke Guingamp–Carhaix             |
| Strecke nach links · Kreuzung geradeaus unten |                                     | nach Brest (Finistère)                   | nach Brest (Finistère)                   |
| Verschwenkung nach rechts |                                     |                                          |                                          |
| Haltepunkt / Haltestelle | 507,2                               | Gourland zu Guingamp                     | Gourland zu Guingamp                     |
| Bahnhof | 514,7                               | Trégonneau – Squiffiec                   | Trégonneau – Squiffiec                   |
| Bahnhof | 520,0                               | Brélidy – Plouëc                         | Brélidy – Plouëc                         |
| Abzweig geradeaus und ehemals nach links |                                     | CDN nach Tréguier                        | CDN nach Tréguier                        |
| Haltepunkt / Haltestelle | 525,2                               | Pontrieux (Halte) Haltepunkt am Ortskern | Pontrieux (Halte) Haltepunkt am Ortskern |
| Brücke über Wasserlauf | 525,7                               | Trieux                                   | Trieux                                   |
| Bahnhof | 526,3                               | Pontrieux                                | Pontrieux                                |
| Brücke über Wasserlauf | 530,0                               | Viadukt von Frynaudour (Leff)            | Viadukt von Frynaudour (Leff)            |
| Haltepunkt / Haltestelle | 530,2                               | Frynaudour zu Plourivo                   | Frynaudour zu Plourivo                   |
| Haltepunkt / Haltestelle | 533,6                               | Traou-Nez zu Plourivo                    | Traou-Nez zu Plourivo                    |
| Bahnhof | 535,7                               | Lancerf zu Plourivo                      | Lancerf zu Plourivo                      |
| ehemaliger Haltepunkt / Haltestelle | 538,8                               | Plounez zu Paimpol                       | Plounez zu Paimpol                       |
| Abzweig geradeaus und ehemals von links |                                     | CDN von Tréguier                         | CDN von Tréguier                         |
| Kopfbahnhof Strecke ab hier außer Betrieb | 541,5                               | Paimpol                                  | Paimpol                                  |
| Abzweig geradeaus und nach rechts (Strecke außer Betrieb) |                                     | CDN nach Plouha                          | CDN nach Plouha                          |
| Betriebs-/Güterbahnhof Streckenende (Strecke außer Betrieb) |                                     | Hafen                                    | Hafen                                    |

Die Bahnstrecke Guingamp–Paimpol ist eine französische Eisenbahnstrecke, die die Hafenstadt Paimpol mit der Stadt Guingamp und der Bahnstrecke Paris–Brest verbindet. Sie ist 36 km lang, nicht elektrifiziert und verläuft vollständig im bretonischen Département Côtes-d’Armor. Sie wurde wie die benachbarte Bahnstrecke Guingamp–Carhaix ursprünglich in Meterspur gebaut und betrieben, später aber in Normalspur umgebaut. Der Personenverkehr wird im Auftrag von TER Bretagne von Transdev Rail (bis Ende Januar 2019 als CFTA firmierend) durchgeführt. Bei SNCF Réseau hat sie die Streckennummer 486000.

## Geschichte

### Staatliches Projekt (Normalspur)
Erste Untersuchungen zu einer Verbindung Guingamp–Paimpol wurden Ende 1878 durchgeführt. Vorgesehen war eine 36 km lange Strecke in Normalspur. Insgesamt wurden Trassenvarianten von 130 km Länge geprüft. Sie wurde unter der laufenden Nummer 69 des „Frecinet-Plans“ vom 17. Juli 1879 als „vom öffentlichen Interesse“ erklärt. Das Ministerium stimmte dem Projekt am 26. Dezember 1879 zu.
1880 wurde eine Trasse vorgestellt und vom Generalrat des Département (damaliger Name: Côtes-du-Nord) begrüßt. Sie führte von Guingamp etwa drei Kilometer entlang der Bahn Richtung Brest, und dann weiter über Plouëc und auf der Ebene über dem linken Ufer des Trieux entlang. Vor Pontrieux steigt sie in einem Seitental zu dem Fluss hinab und überquert den Fluss, so dass der Hafen angeschlossen werden kann, dort soll auch der Bahnhof entstehen. Sie folgt dem Trieux weiter auf der rechten Flussseite. Nach einer Hängebrücke über ein Seitental steigt sie wieder an und führt über Plounez nach Paimpol, wo sie an einem geplanten Marinehafen enden soll. Der Leitende Ingenieur Pelaud erklärte, dass durch die westliche Führung über Plouëc ein späterer Abzweig nach Tréguier erleichtert werde. Obwohl der Grundsatzbeschluss zu der Strecke noch ausstand, gab es bereits Detailplanungen für mehr als die Hälfte des Weges.
Am 19. August 1880 beschloss der Generalrat, einen Bauzuschuss von 20000 Francs pro Kilometer für die Errichtung der Linie zu geben. Am 7. Januar 1881 wurde das öffentliche Interesse an der Bahn formell festgestellt, das Projekt sollte durch den Staat ausgeführt werden. Am 18. April 1882 wurde der Generalrat informiert, dass die Bauarbeiten im zweiten Halbjahr des Jahres beginnen sollten. Damit müsste 1883 das erste Viertel des Baukostenzuschusses bezahlt werden.

### Übernahme durch dieOuestund Umplanung auf Meterspur
1879 begann die Compagnie des chemins de fer de l’Ouest (Ouest) sich für verschiedene Nebenstrecken aus dem „Frecinet-Plan“ zu interessieren, darunter diejenige von Guingamp nach Paimpol. 1883 vergab der Staat die Konzession an die Ouest, die Übergabe wurde mit einem Gesetz vom 20. November besiegelt. Die staatlichen Stellen übergaben auch sämtliche Pläne für das bisherige Projekt in Normalspur. Die Bahngesellschaft schlug jedoch 1884 vor, die Linie preisgünstiger in Meterspur zu errichten. Dieser Vorschlag wurde mit einem Vertrag am 25. März 1885 angenommen; gleichzeitig die Ouest die Konzession für eine Reihe von weiteren Strecken, die den ersten Teil des Réseau Breton bilden sollten. Der Vertrag wurde per Gesetz am 10. Dezember 1885 bestätigt.
Die Ouest vergab die Betriebsführung auf dieser und weiteren Schmalspurbahnen weiter an die Société générale des chemins de fer économiques (SE).

### Weitere Entwicklung

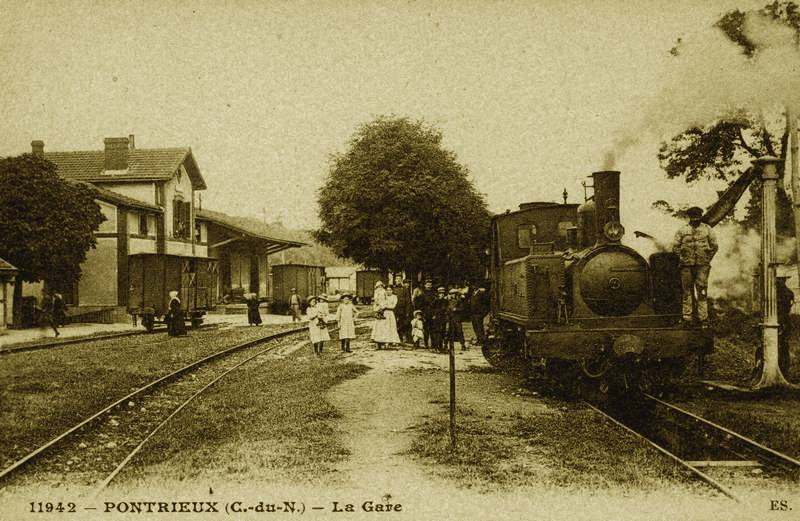
Bahnhof Pontrieux um 1900

1894 wurde der Betrieb aufgenommen. In Guingamp, Plouëc und Paimpol bestand Anschluss an die Schmalspurbahnen der Chemins de fer des Côtes-du-Nord.
Nach einem Gesetz von 1923 wurde die Strecke 1924 mit einer dritten Schiene ausgerüstet, um auch Normalspurzüge fahren lassen zu können. 1953 wurde eine Schiene entfernt, so dass nur noch Normalspurzüge fahren können.
1966 wurde die SE zur Chemins de fer et transport automobile (CFTA), sie behielt die Betriebsführung auf der Strecke. Seit Frühjahr 2019 firmiert die CFTA als Transdev Rail.
2016/2017 wurde die Bahnstrecke saniert. Entgegen ursprünglichen Planungen wurde auch die schwach genutzten Zwischenhalte als Bedarfshalte beibehalten.

## Verlauf

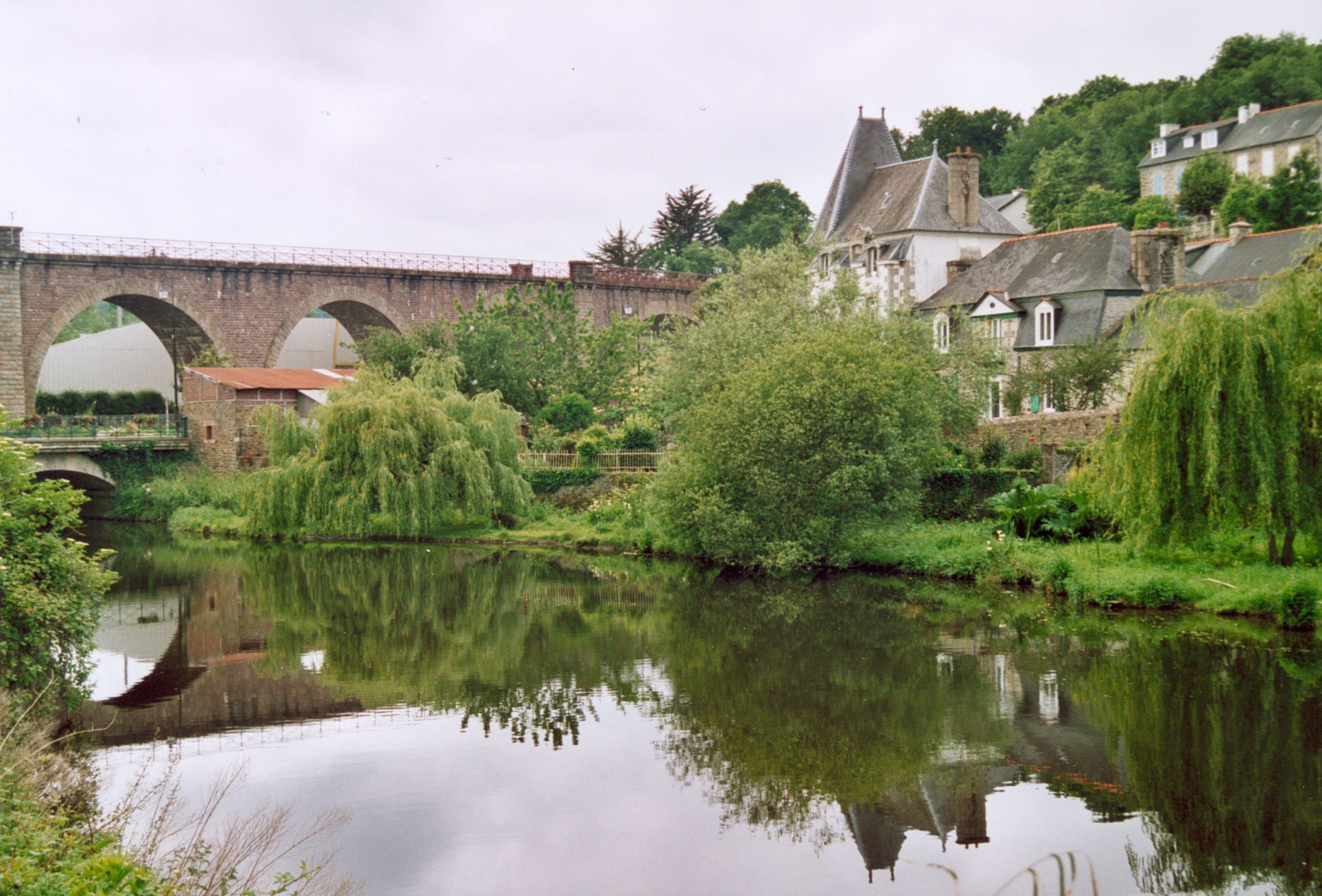
Brücke in Pontrieux

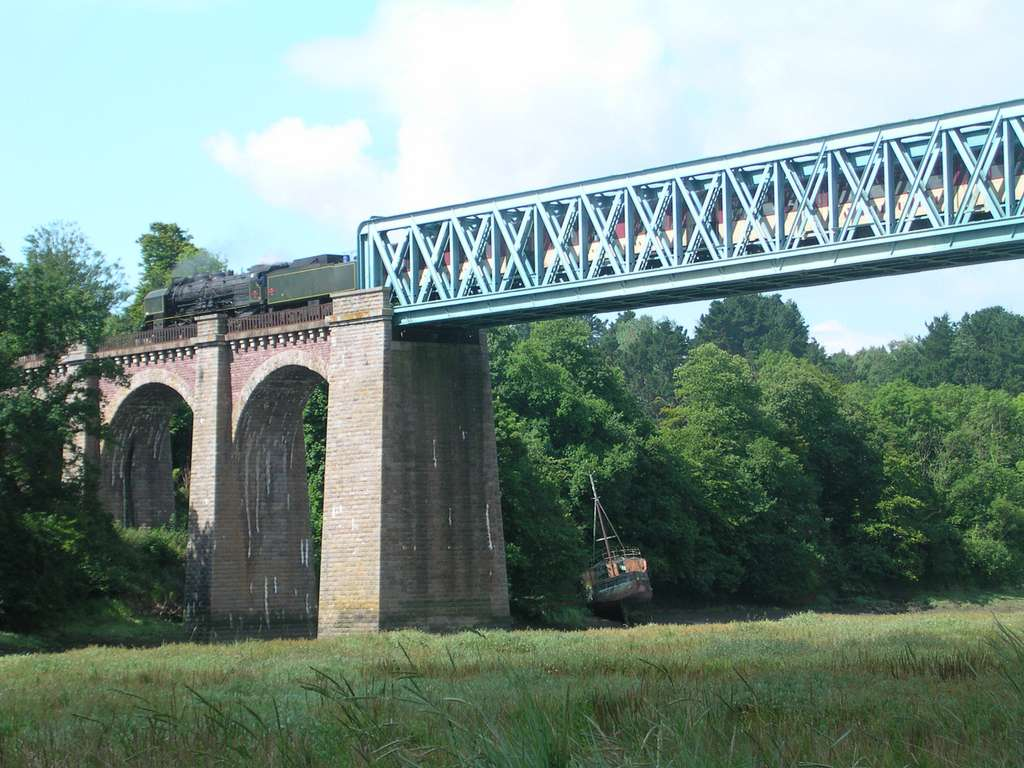
Dampfzug auf dem Viaduc de Frynaudour

Die 36 km lange Strecke liegt vollständig im Département Côtes-d’Armor.
Die Strecke beginnt mit einem Anschluss an die Bahnstrecke Paris–Brest im Bahnhof von Guingamp. Sie verläuft ein Stück nach Westen zusammen mit der Strecke nach Carhaix parallel zur Hauptbahn nach Brest. Sie quert den Trieux auf dem Viaduc sud de Sainte-Croix (der nördliche gehört der Hauptbahn). Dahinter verzweigen sich die Strecken nach Carhaix und Paimpol. Sie unterquert die Hauptbahn und wendet sich nach Norden und verläuft Richtung Pontrieux auf der Hochfläche links des Trieux. Noch im Stadtgebiet von Guingamp führt sie durch den Halt Gourland, bedient die Bahnhöfe Trégonneau – Squiffiec und Brélidy – Plouëc. Danach steigt sie durch ein kurvenreiches Nebental zum Trieux ab und erreicht den Fluss unterhalb der Stadt Pontrieux, wo sich ein Haltepunkt befindet. Danach überquert sie am Hafen den Fluss und erreicht den Bahnhof. Sie folgt dem Fluss rechtsseitig (östlich) und überquert auf dem Viaduc de Frynaudour den Nebenfluss Leff, direkt dahinter liegt der Haltepunkt Frynaudour. Sie führt bis Lancerf weiter am rechten Ufer des Trieux und wendet sich dann nach Osten. Sie steigt zum ehemaligen Halt Plounez auf und fällt dann wieder nach Paimpol ab.

## Verkehr

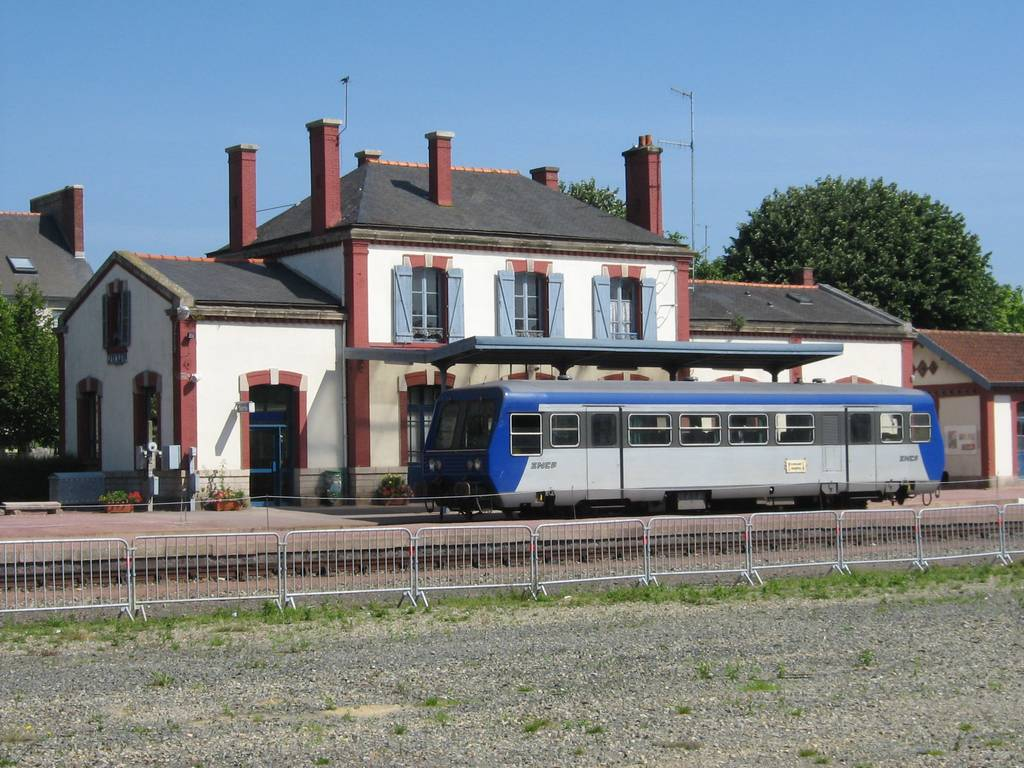
Triebwagen (ein X 97150) der TER CFTA in Paimpol.

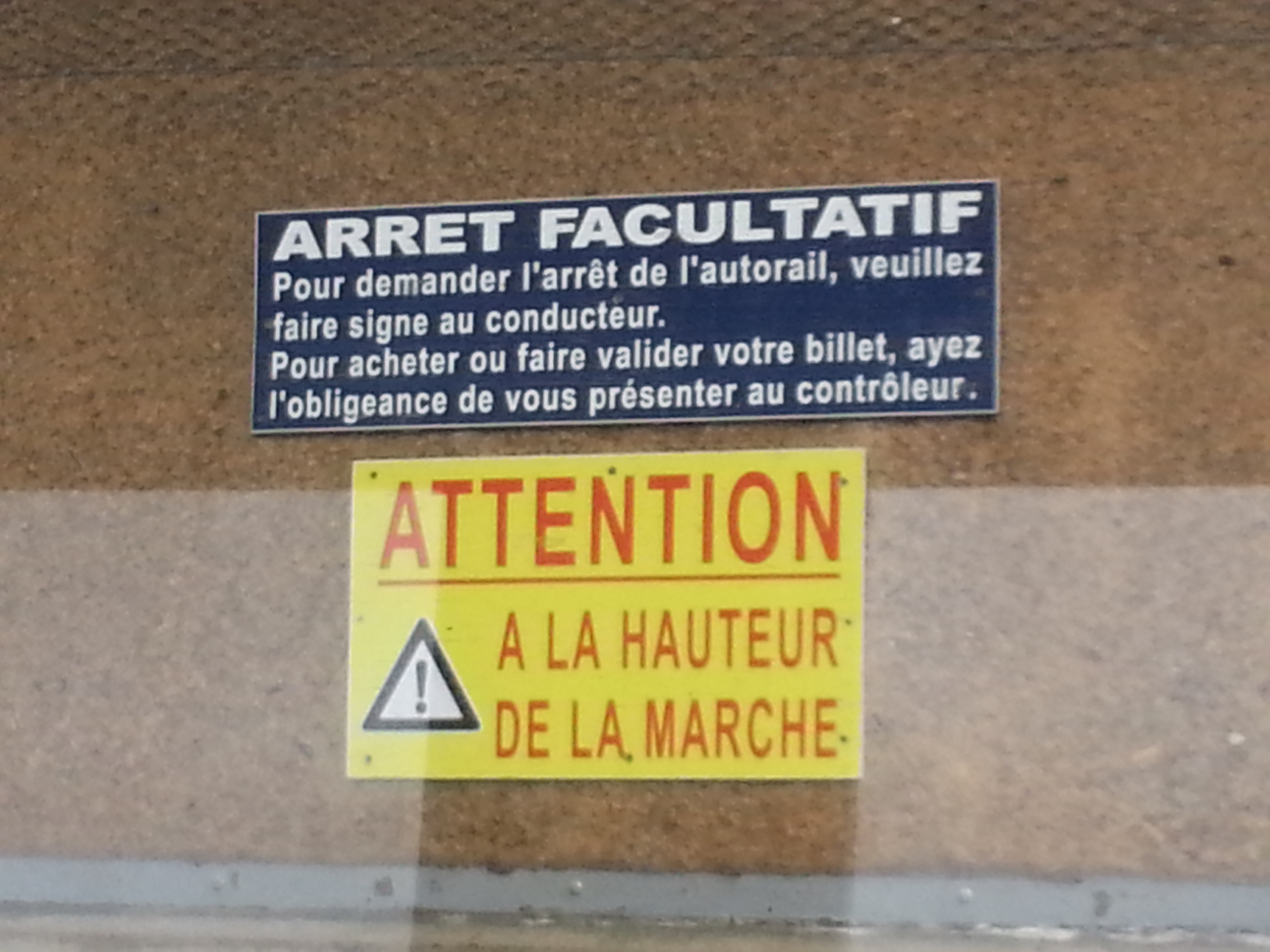
Schild im Haltepunkt Pontrieux: „Bedarfshalt, zum Halt bitte dem Fahrer Zeichen geben. Zum Kaufen oder Entwerten einer Fahrkarte müssen Sie sich an den Schaffner wenden.“

Der Personenverkehr wird mit Dieseltriebwagen der Baureihe X 73500 durchgeführt. Auf einigen Zwischenhalten wird nur bei Bedarf gehalten.
Im Sommer führt der Vapeur du Trieux touristische Dampfzugfahrten zwischen Pontrieux und Paimpol durch.